# 吳世賓
吳世賓（1545年—？），字汝嘉，直隸真定府衡水縣人，軍籍，明朝政治人物。

## 生平
嘉靖四十年（1561年）辛酉科順天府鄉試第一百二十名，萬曆五年（1577年）丁丑科會試第一百七十三名，登三甲第一百三十三名進士。九年授山東阳信县知縣，重修县明倫堂，因断案快速，被称为神君。十一年八月考选陕西道试御史，十四年四月復除原职，十月出为浙江按察司佥事，十七年正月考察以罢软降调。

## 家族
曾祖吳寧；祖父吳秀；父吳桐。母趙氏。严侍下。